# Nhà thi đấu Huamark
Nhà thi đấu Huamark là một nhà thi đấu thể thao tại Bangkok, Thái Lan. Sức chứa của nơi này ban đầu là 15,000 khán giả và nó được xây dựng vào năm 1966 cho Đại hội thế thao châu Á lần thứ 5. Sau khi cải tạo cho FIFA Futsal World Cup 2012, sức chứa giảm xuống còn 6,000 chỗ và có thể mở rộng lên 8,000 chỗ.
Nó được sử dụng chủ yếu cho Buổi hoà nhạc, Quyền Anh, bóng rổ, bóng đá trong nhà, và bóng chuyền.